# Alipogene tiparvovec

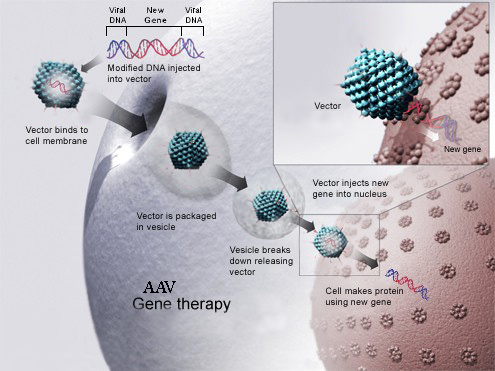
Liệu pháp gen sử dụng một vec tơ AAV. Một gen mới được đưa vào tế bào bằng vỏ protein AAV. Khi đã ở trong nhân, gen mới tạo ra protein chức năng để điều trị bệnh.

Alipogene tiparvovec (được bán dưới tên thương mại Glybera) là một phương pháp điều trị gen được thiết kế để đảo ngược tình trạng thiếu lipoprotein lipase (LPLD), một rối loạn di truyền hiếm gặp có thể gây viêm tụy nặng. Vào tháng 7 năm 2012, Cơ quan Dược phẩm Châu Âu đã đề nghị phê duyệt (khuyến nghị đầu tiên về điều trị bằng liệu pháp gen ở Châu Âu hoặc Hoa Kỳ) và khuyến nghị đã được Ủy ban Châu Âu xác nhận vào tháng 11 năm 2012.
Thuốc được sử dụng thông qua một loạt các mũi tiêm vào cơ bắp chân có đến 60, tất cả trong một phiên. Đó là một điều trị một lần dự định kéo dài ít nhất mười năm.
Glybera nổi danh là "ma túy triệu đô" và tỏ ra không thành công về mặt thương mại vì một số lý do. Chi phí cho bệnh nhân và người trả tiền, cùng với sự hiếm gặp của LPLD, chi phí bảo trì cao cho nhà sản xuất của họ và không đạt được sự chấp thuận ở Mỹ, dẫn đến việc uniQure rút thuốc sau hai năm tại thị trường châu Âu. Tính đến năm 2018, chỉ có 31 người trên toàn thế giới đã từng được quản lý Glybera và uniQure không có kế hoạch bán thuốc ở Mỹ hoặc Canada.

## Lịch sử
Glybera được phát triển trong một thời gian nhiều thập kỷ bởi các nhà nghiên cứu tại Đại học British Columbia (UBC). Năm 1986, Michael R. Hayden và John Kastelein bắt đầu nghiên cứu tại UBC, xác nhận giả thuyết rằng LPLD là do đột biến gen. Nhiều năm sau, vào năm 2002, Hayden và Colin Ross đã thực hiện thành công liệu pháp gen trên chuột thử nghiệm để điều trị LPLD; những phát hiện của họ đã được giới thiệu trên trang bìa của liệu pháp gen người vào tháng 9 năm 2004. Ross và Hayden tiếp theo đã thành công trong việc đối xử với mèo theo cách tương tự, với sự giúp đỡ của Boyce Jones.

### Thử nghiệm và phê duyệt
Trong khi đó, Kastelein, người đã, vào năm 1998, trở thành một chuyên gia quốc tế về rối loạn lipid, đồng sáng lập Amsterdam Therapeutics (AMT), người đã giành được quyền nghiên cứu của Hayden với mục đích phát hành thuốc ở châu Âu.
Vì LPLD là một tình trạng hiếm gặp (tỷ lệ phổ biến trên toàn thế giới là 12 triệu mỗi triệu), các thử nghiệm lâm sàng và thử nghiệm liên quan có liên quan đến kích thước đoàn hệ nhỏ bất thường. Thử nghiệm chính đầu tiên (CT-AMT-011-01) chỉ liên quan đến 14 đối tượng, và đến năm 2015, tổng cộng 27 cá nhân đã tham gia vào thử nghiệm Giai đoạn III. Giai đoạn thử nghiệm thứ hai tập trung vào các đối tượng sống dọc theo sông Saguenay ở Quebec, nơi LPLD ảnh hưởng đến mọi người ở mức cao nhất trên thế giới (lên tới 200 phần triệu), do hiệu ứng của người sáng lập.

### Giá bán
Sau hơn hai năm thử nghiệm và vận động hành lang bởi AMT, Glybera đã được chấp thuận ở châu Âu vào năm 2012. Tuy nhiên, sau khi chi hàng triệu euro cho sự chấp thuận của Glybera, AMT đã phá sản và tài sản của nó đã được mua lại bởi uniQure NV.
Alipogene tiparvovec dự kiến sẽ có giá khoảng 1,6 triệu đô la mỗi lần điều trị trong năm 2012  Được cung cấp lên tới 1 triệu đô la vào năm 2015  Đây là loại thuốc đắt nhất thế giới vào thời điểm đó. Tuy nhiên, liệu pháp thay thế, một phương pháp điều trị tương tự, có thể có giá hơn 300.000 đô la mỗi năm, suốt đời.
Vào năm 2015, uniQure đã bỏ kế hoạch phê duyệt ở Mỹ và độc quyền cấp phép bán thuốc ở châu Âu cho Chiesi Farmaceutici với giá 31 triệu euro.
Tính đến năm 2016, chỉ có một người đã nhận được thuốc ngoài một thử nghiệm lâm sàng.
Vào tháng 4 năm 2017, Chiesi đã ngừng bán Glybera và uniQure tuyên bố rằng họ sẽ không theo đuổi việc gia hạn ủy quyền tiếp thị ở châu Âu khi dự kiến hết hạn vào tháng 10, do thiếu nhu cầu. Sau đó, ba liều còn lại trong kho của Chiesi được dùng cho ba bệnh nhân với giá € 1 mỗi bệnh nhân.

## Cơ chế
Vectơ virut serotype 1 (AAV1) liên quan đến adeno cung cấp một bản sao nguyên vẹn của gen lipoprotein lipase (LPL) của con người đến các tế bào cơ. Gen LPL không được đưa vào nhiễm sắc thể của tế bào mà vẫn là DNA trôi nổi tự do trong nhân. Việc tiêm được theo sau bằng liệu pháp ức chế miễn dịch để ngăn chặn các phản ứng miễn dịch với virus.
Dữ liệu từ các thử nghiệm lâm sàng chỉ ra rằng nồng độ chất béo trong máu đã giảm từ 3 đến 12 tuần sau khi tiêm, ở hầu hết các bệnh nhân. Những ưu điểm của AAV bao gồm thiếu mầm bệnh rõ ràng, phân phối đến các tế bào không phân chia và nguy cơ chèn  nhỏ hơn nhiều so với retrovirus, cho thấy chèn ngẫu nhiên có nguy cơ ung thư. AAV cũng trình bày khả năng miễn dịch rất thấp, chủ yếu bị hạn chế để tạo ra các kháng thể trung hòa và ít phản ứng độc tế bào được xác định rõ. Khả năng nhân bản của vectơ được giới hạn trong việc thay thế bộ gen 4,8 kilobase của virus.